# گروه شرکتی
گروه شرکتی (انگلیسی: Corporate group)
به مجموعه‌ای از شرکت‌های تابعه، زیرمجموعه و فرعی اطلاق می‌گردد، که از طریق یک شرکت یا کورپوریشن مشترک، کنترل شده و به عنوان یک واحد اقتصادی یکپارچه عمل می‌کنند.